# Episodi di Have Gun - Will Travel (terza stagione)
La terza stagione della serie televisiva Have Gun - Will Travel è andata in onda negli Stati Uniti dal 12 settembre 1959 al 18 giugno 1960 sulla CBS.
| nº | Titolo originale            | Prima TV USA      |
| -- | --------------------------- | ----------------- |
| 1  | First, Catch a Tiger        | 12 settembre 1959 |
| 2  | Episode in Laredo           | 19 settembre 1959 |
| 3  | Les Girls                   | 26 settembre 1959 |
| 4  | The Posse                   | 3 ottobre 1959    |
| 5  | Shot by Request             | 10 ottobre 1959   |
| 6  | Pancho                      | 24 ottobre 1959   |
| 7  | Fragile                     | 31 ottobre 1959   |
| 8  | The Unforgiven              | 7 novembre 1959   |
| 9  | The Black Hankerchief       | 14 novembre 1959  |
| 10 | The Golden Toad             | 21 novembre 1959  |
| 11 | Tiger                       | 28 novembre 1959  |
| 12 | Champaigne Safari           | 5 dicembre 1959   |
| 13 | Charley Red Dog             | 12 dicembre 1959  |
| 14 | The Naked Gun               | 19 dicembre 1959  |
| 15 | One Came Back               | 26 dicembre 1959  |
| 16 | The Prophet                 | 2 gennaio 1960    |
| 17 | Day of the Badman           | 9 gennaio 1960    |
| 18 | The Pledge                  | 16 gennaio 1960   |
| 19 | Jenny                       | 23 gennaio 1960   |
| 20 | Return to Fort Benjamin     | 30 gennaio 1960   |
| 21 | Night the Town Died         | 6 febbraio 1960   |
| 22 | The Ledge                   | 13 febbraio 1960  |
| 23 | The Lady on the Wall        | 20 febbraio 1960  |
| 24 | The Misguided Father        | 27 febbraio 1960  |
| 25 | The Hatchet Man             | 5 marzo 1960      |
| 26 | Fight at Adobe Wells        | 12 marzo 1960     |
| 27 | The Gladiators              | 19 marzo 1960     |
| 28 | Love of a Bad Woman         | 26 marzo 1960     |
| 29 | An International Affair     | 2 aprile 1960     |
| 30 | Lady with a Gun             | 9 aprile 1960     |
| 31 | Never Help the Devil        | 16 aprile 1960    |
| 32 | Ambush                      | 23 aprile 1960    |
| 33 | Black Sheep                 | 30 aprile 1960    |
| 34 | Full Circle                 | 14 maggio 1960    |
| 35 | The Twins                   | 21 maggio 1960    |
| 36 | The Campaign of Billy Banjo | 28 maggio 1960    |
| 37 | Ransom                      | 4 giugno 1960     |
| 38 | The Trial                   | 11 giugno 1960    |
| 39 | The Search                  | 18 giugno 1960    |

## First, Catch a Tiger
- Prima televisiva: 12 settembre 1959
- Diretto da: Ida Lupino
- Scritto da: Harry Julian Fink

### Trama
- Guest star: Pamela Lincoln (Mary), John Anderson (Dunne (Walt Dunne), Don Megowan (Huston), Stacy Harris (Starrett), Harry Bartell (Mordain), King Calder (Droggan), Kam Tong (Hey Boy)

## Episode in Laredo
- Prima televisiva: 19 settembre 1959
- Diretto da: Buzz Kulik
- Scritto da: Gene Roddenberry

### Trama
- Guest star: Gene Lyons (Sam Tuttle), Norma Crane (Eileen), J. Pat O'Malley (Logan), Alan Dexter (Kovac), Johnny Eimen (ragazzo)

## Les Girls
- Prima televisiva: 26 settembre 1959
- Diretto da: Andrew V. McLaglen
- Scritto da: Gene Roddenberry

### Trama
- Guest star: Mabel Albertson (Madame Chalon), Helene Stanley (Yvonne), Roxane Berard (Cecile), Danielle De Metz (Annette), Lane Chandler (J. Brodie), Dallas Mitchell (Tom (Tom Semper), Hal Needham (Mac), Carol Henry (Alfred), Bob Hopkins (Lyman), Kam Tong (Hey Boy)

## The Posse
- Prima televisiva: 3 ottobre 1959
- Diretto da: Andrew V. McLaglen
- Scritto da: Gene Roddenberry

### Trama
- Guest star: Perry Cook (Dobie O'Brien), Denver Pyle (McKay), Harry Carey, Jr. (sceriffo), Ken Curtis (Curley), Paul Sorenson (uomo della posse), William Wellman, Jr. (uomo della posse), Hal Needham (uomo della posse)

## Shot by Request
- Prima televisiva: 10 ottobre 1959
- Diretto da: Buzz Kulik
- Soggetto di: Howard Seay

### Trama
- Guest star: John Abbott (Ainslee (Winston Ainslee), Robert Gist (Matt (Matt Baker), Sue Randall (Anna (Anna Ainslee), Malcolm Atterbury (sceriffo), Sam Edwards (uomo), Gregg Dunn (Sam), C. Lindsay Workman (conducente), John Holland (Cortwright), Barbara English (ragazza), Kam Tong (Hey Boy)

## Pancho
- Prima televisiva: 24 ottobre 1959
- Diretto da: Andrew V. McLaglen
- Scritto da: Shimon Wincelberg

### Trama
- Guest star: Rafael Campos (Doroteo), Lisa Montell (Soledad), Edward Colmans (Don Luis Ortega), Rico Alaniz (rancher alto)

## Fragile
- Prima televisiva: 31 ottobre 1959
- Diretto da: Andrew V. McLaglen
- Soggetto di: Frank R. Pierson

### Trama
- Guest star: Werner Klemperer (Etienne), Jacqueline Scott (Claire), Alan Caillou (Roy Cooney), William Boyett (rancher), Gregg Palmer (ubriaco), George Douglas (Fred), Douglas Bank (Duck), Kam Tong (Hey Boy)

## The Unforgiven
- Prima televisiva: 7 novembre 1959
- Diretto da: Andrew V. McLaglen
- Scritto da: Jay Simms

### Trama
- Guest star: David White (generale Crommer), Hank Patterson (Ronson), Hampton Fancher (Beau), Joel Ashley (Caterall), John O'Malley (Gambler), Bob Hopkins (barista), Gordon Polk (Smith), Janet Lake (Reeva), C. Lindsay Workman (dottore), Joseph Breen (Trailhand), Stewart East (servo), Kam Tong (Hey Boy)

## The Black Hankerchief
- Prima televisiva: 14 novembre 1959
- Diretto da: Andrew V. McLaglen
- Scritto da: Jay Simms

### Trama
- Guest star: Ed Nelson (Pierre Deverall), Joseph V. Perry (sceriffo), Terence de Marney (Fitzgerald), Gordon Polk (Luss), Edward Faulkner (Dink), Mike Lane (Waller), Olan Soule (impiegato), Svea Grunfeld (Michelle), Kam Tong (Hey Boy)

## The Golden Toad
- Prima televisiva: 21 novembre 1959
- Diretto da: Andrew V. McLaglen
- Scritto da: Gene Roddenberry

### Trama
- Guest star: David White (Webster (Bud Webster), Lorna Thayer (Doris (Doris Gullivan), Kevin Hagen (Everette), William Wellman, Jr. (Bob), Stewart East (Simms (Bill Simms), Paul Sorenson (Herb), Dorothy Dells (Jacqueline), Jan Burrell (Caroline), Eileen Wilk (Willodean), Nancy Valentine (Beverly), Kam Tong (Hey Boy)

## Tiger
- Prima televisiva: 28 novembre 1959
- Diretto da: Don Taylor
- Scritto da: Gene Roddenberry

### Trama
- Guest star: Parley Baer (Ellsworth), Paul Clarke (Pahndu), Elsa Cárdenas (Lahri), Clegg Hoyt (Trainer (Joe), Terence de Marney (Hawkins (J. Hawkins,) (Terence DeMarney), Mickey Finn (Loafer), Max Slaten (aiutante), Dennis Moore (rancher), Ralph Neff (lavoratore), Kam Tong (Hey Boy)

## Champaigne Safari
- Prima televisiva: 5 dicembre 1959
- Diretto da: Andrew V. McLaglen
- Soggetto di: Whitfield Cook

### Trama
- Guest star: Valerie French (Charity), Patric Knowles (Trevington), Lou Krugman (Antoine), William Mims (Gravely), Gilman Rankin (Chief), Carole Evern (ragazza), Kam Tong (Hey Boy)

## Charley Red Dog
- Prima televisiva: 12 dicembre 1959
- Diretto da: Ida Lupino
- Scritto da: Gene Roddenberry

### Trama
- Guest star: Scott Marlowe (Charley Red Dog), Raymond Bailey (John Staffer), Cyril Delevanti (Cornish), Hugh Lawrence (Lem), K. L. Smith (cowboy), Kelton Garwood (Joe Denver), William Bryant (Ed), Edmund Glover (Tuck), Warren Parker (impiegato), Fintan Meyler (Pegeen Shannon)

## The Naked Gun
- Prima televisiva: 19 dicembre 1959
- Diretto da: Andrew V. McLaglen
- Scritto da: Jay Simms

### Trama
- Guest star: Ken Curtis (Monk), Robert J. Wilke (Rook), Lane Chandler (Lace), Dallas Mitchell (Kew), Hal Needham (Mabry), Stewart East (Rex), Kam Tong (Hey Boy)

## One Came Back
- Prima televisiva: 26 dicembre 1959
- Diretto da: Don Taylor
- Scritto da: Bruce Geller

### Trama
- Guest star: George Mathews (Ben Harvey), Strother Martin (Carew), James Coburn (Jack), Tommy Cook (Clay), Bob Dorough (Curt), Tom McBride (cittadino), Constance Cameron (Lady), Stewart East (cittadino), Kam Tong (Hey Boy)

## The Prophet
- Prima televisiva: 2 gennaio 1960
- Diretto da: Andrew V. McLaglen
- Scritto da: Shimon Wincelberg

### Trama
- Guest star: Shepperd Strudwick (colonnello Nunez), Lorna Thayer (Serafina), Barney Phillips (maggiore Ferber), Florence Marly (Madam L), Brad Von Beltz (Brother), Eddie Little Sky (esploratore indiano), Kam Tong (Hey Boy)

## Day of the Badman
- Prima televisiva: 9 gennaio 1960
- Diretto da: Ida Lupino
- Scritto da: Robert E. Thompson

### Trama
- Guest star: William Joyce (Laredo (Travis Perkins), Sue Randall (Ruth), Norman Shelly (Heath (Ezra Heath), Eleanor Audley (Cynthia (Cynthia Palmer), Harry Fleer (Bart (Bart Reynolds), Don Kelly (Amos) (Don O'Kelly), Tony Haig (Ted), Kelly Thordsen (Ed), Barry Brooks (agente), Ollie O'Toole (impiegato), Hal Needham (Gandy Dancer), Joe Norden (sindaco), Pamela Raymond (ragazza), Stewart East (cittadino), Ross Sturlin (cittadino)

## The Pledge
- Prima televisiva: 16 gennaio 1960
- Diretto da: Andrew V. McLaglen
- Scritto da: Shimon Wincelberg

### Trama
- Guest star: Robert Gist (Ike Brennan), Brad Weston (Esteban), Charles W. Gray (tenente), Joseph Hamilton (padre), Susan Davis (Maureen), Cyril Delevanti (Speedy)

## Jenny
- Prima televisiva: 23 gennaio 1960
- Diretto da: Andrew V. McLaglen
- Scritto da: Jack Jacobs

### Trama
- Guest star: Trevor Bardette (Carruthers), Ellen Clark (Jenny), Peter Leeds (Wilson), Phil Chambers (Matlock), Quintin Sondergaard (Billy), Ron Brogan (sceriffo), Bud Osborne (conducente), Olan Soule (cassiere), Hal Needham (bandito), Kam Tong (Hey Boy)

## Return to Fort Benjamin
- Prima televisiva: 30 gennaio 1960
- Diretto da: Andrew V. McLaglen
- Scritto da: Robert E. Thompson

### Trama
- Guest star: Anthony Caruso (Gimp (Yellow Leaf), Charles Aidman (tenente Graham), Robert J. Wilke (maggiore Blake), Herbert Patterson (sergente Kern), Frank Sentry (Nephew), Chief White Horse (Dark Leaf), Stewart East (soldato), Hal Needham (soldato)

## Night the Town Died
- Prima televisiva: 6 febbraio 1960
- Diretto da: Richard Boone
- Soggetto di: Calvin Clements Sr.

### Trama
- Guest star: Barry Cahill (Aaron Bell), Mary Gregory (Freida Howard), Robert J. Stevenson (sceriffo Howard), Arthur Space (Sayer), Vic Perrin (Frazier), Barney Phillips (Warren), Sally Singer (Penny), Kam Tong (Hey Boy)

## The Ledge
- Prima televisiva: 13 febbraio 1960
- Diretto da: Andrew V. McLaglen
- Soggetto di: Robert Gottlieb, Joel Kane

### Trama
- Guest star: John Hoyt (Stark), Richard Shannon (Cass (Cass Richards), Don Beddoe (Stebbins), Richard Rust (Corey)

## The Lady on the Wall
- Prima televisiva: 20 febbraio 1960
- Diretto da: Ida Lupino
- Scritto da: Charles Beaumont, Richard Matheson

### Trama
- Guest star: Lillian Bronson (Miss Felton), Howard Petrie (Jack Foster), Ralph Moody (Elmer Jansen), Ralph Clanton (Armand Boucher), Hank Patterson (Rafe Adams), James Stone (Ezekiel Becket), Perry Ivins (Double G. Phillips)

## The Misguided Father
- Prima televisiva: 27 febbraio 1960
- Diretto da: Andrew V. McLaglen
- Scritto da: Donn Mullally

### Trama
- Guest star: Douglas Kennedy (Loring (Win Loring), Hampton Fancher (Keith (Keith Loring), Harry Carey, Jr. (Stander (Sheriff Stander), Lee Sands (Sims), Gregg Palmer (Brogan), Harry Fleer (Logger), Eugene Borden (Chef), Kam Tong (Hey Boy)

## The Hatchet Man
- Prima televisiva: 5 marzo 1960
- Diretto da: Andrew V. McLaglen
- Scritto da: Shimon Wincelberg

### Trama
- Guest star: Benson Fong (Joe Tsin), Lisa Lu (Li Hwa), Philip Ahn (Hoo Yee), Nolan Leary (Magruder (Clarence Magruder), Kam Tong (Hey Boy), Allen Jung (Loo Sam), Fuji (Sing Chuck), Beal Wong (killer), James Leong (killer)

## Fight at Adobe Wells
- Prima televisiva: 12 marzo 1960
- Diretto da: Richard Boone
- Soggetto di: Samuel A. Peeples

### Trama
- Guest star: Ken Lynch (Commodore Guilder), Brad Weston (Quanah Parker), Miranda Jones (Juliana Guilder), Gregg Palmer (Ben), Dorothy Dells (Madge), Sandy Kenyon (Rio Jones), Kam Tong (Hey Boy)

## The Gladiators
- Prima televisiva: 19 marzo 1960
- Diretto da: Alvin Ganzer
- Scritto da: Robert C. Dennis

### Trama
- Guest star: Paul Cavanagh (Windrom (Everett Windrom), Dolores Donlon (Allison (Allison Windrom), George N. Neise (Beckley (Graham Beckley,) (George Neise), James Coburn (Sledge (Bill Sledge), Chet Stratton (Harry), Owen Cunningham (Referee), Kam Tong (Hey Boy)

## Love of a Bad Woman
- Prima televisiva: 26 marzo 1960
- Diretto da: Andrew V. McLaglen
- Scritto da: Robert Dozier

### Trama
- Guest star: Geraldine Brooks (Tamsen Sommers), Lawrence Dobkin (Haskell Sommers), Edward Faulkner (Gunman), Harry Landers (cowboy), Franz Roehn (Opponent), Lillian Adams (servo), Bob Hopkins (Dandy), Sherwood Keith (Dandy), Edwin Mills (Dandy), Kam Tong (Hey Boy), Mitchell Kowall (cowboy)

## An International Affair
- Prima televisiva: 2 aprile 1960
- Diretto da: James Neilson
- Scritto da: Shimon Wincelberg, Anita Wincelberg

### Trama
- Guest star: Ziva Rodann (principessa Molokai), Henry Corden (Alexei), Oscar Beregi, Jr. (Hengst), Harold Innocent (Gateshead), David Janti (Hilo), Fintan Meyler (Pegeen), Olan Soule (Manager), Kam Tong (Hey Boy)

## Lady with a Gun
- Prima televisiva: 9 aprile 1960
- Diretto da: Ida Lupino
- Scritto da: Archie L. Tegland

### Trama
- Guest star: Paula Raymond (Miss MacIntosh), Jack Weston (Rudy Rossback), Ron Soble (bandito), Moria Turner (Katie Rossback), Kam Tong (Hey Boy)

## Never Help the Devil
- Prima televisiva: 16 aprile 1960
- Diretto da: Andrew V. McLaglen
- Scritto da: Archie L. Tegland

### Trama
- Guest star: Jack Lambert (Doggie Kramer), Lewis Martin (dottore), Dick Rich (sceriffo Toby), William Wellman, Jr. (Terry), Kelton Garwood (informatore), Jason Johnson (impiegato)

## Ambush
- Prima televisiva: 23 aprile 1960
- Diretto da: Richard Boone
- Scritto da: Robert E. Thompson

### Trama
- Guest star: George MacReady (Gunder), Dan Barton (Daniel), Alan Dexter (Devereaux), Natalie Norwick (Sarah), Hal Needham (Morgan), Michael Ferris (Blandings), Ed Nelson (Carl)

## Black Sheep
- Prima televisiva: 30 aprile 1960
- Diretto da: Richard Boone
- Scritto da: Shimon Wincelberg

### Trama
- Guest star: Patrick Wayne (Ben (Ben Huttner (as Pat Wayne)), Stacy Harris (McNab), Suzanne Lloyd (Chita), June Vincent (Mrs. Duvoisin), Edward Faulkner (Marshal), Henry Wills (barista), Ross Sturlin (Joaquin Jim)

## Full Circle
- Prima televisiva: 14 maggio 1960
- Diretto da: Fred Hartsook
- Scritto da: David Lang

### Trama
- Guest star: Barbara Baxley (Lily Leighton), Adam Williams (Simon Quill), Stewart Bradley (Roy Cabell), Raymond Hatton (Eph Trager), Hal Needham (Emmet Trager), Howard Dayton (Clemmie Trager), Carole Kent (Lady), Kam Tong (Hey Boy)

## The Twins
- Prima televisiva: 21 maggio 1960
- Diretto da: Andrew V. McLaglen
- Scritto da: Robert James

### Trama
- Guest star: Brian G. Hutton (Adam (Brian Hutton (Adam & Sam)), Jenifer Lea (Wife (Beth), Lane Chandler (sceriffo), Sonia Warren (damigella), Tony Reagan (impiegato), Kam Tong (Hey Boy)

## The Campaign of Billy Banjo
- Prima televisiva: 28 maggio 1960
- Diretto da: Richard Boone
- Scritto da: Richard Baer, Frank R. Pierson

### Trama
- Guest star: Jacques Aubuchon (Billy Banjo), Rita Lynn (Elise), Vic Perrin (Cooley), Charles Davis (Jansen), Hal Needham (mandriano), Dorothy Dells (moglie), Chuck Roberson (rancher), Brad Weston (minatore), Stewart East (minatore), Kam Tong (Hey Boy)

## Ransom
- Prima televisiva: 4 giugno 1960
- Diretto da: Richard Boone
- Scritto da: Robert E. Thompson

### Trama
- Guest star: Valerie French (Secura), Robert H. Harris (Schermer), Alexander Davion (Edward), Tom Palmer (Sutton), Denver Pyle (colonnello Celine), Gene Roth (Carter), Athalie Daniels (Lucile), Kam Tong (Hey Boy), Stewart East (monaco)

## The Trial
- Prima televisiva: 11 giugno 1960
- Diretto da: Ida Lupino
- Scritto da: Robert E. Thompson

### Trama
- Guest star: Robert F. Simon (Morgan Gibbs), Raymond Hatton (Bounty Hunter (Pers Webber), Bud Slater (David Gibbs), James Bell (Charlie), Hal Smith (impiegato), Bill Hunt (noleggiatore), Harry Antrim (commerciante), Rick Silver (guardia), Barry Brooks (Drummer), Thomas Jackson (Doc Richardson), Angela Stevens (giovane donna), Kam Tong (Hey Boy)

## The Search
- Prima televisiva: 18 giugno 1960
- Diretto da: Richard Boone

### Trama
- Guest star: Charles Aidman (Fred Harper), Wright King (Lane Kilmer), Perry Cook (Fred Mosely), Peggy Rea (Mrs. Mosely), Ted Markland (Shorty), Earle Hodgins (sceriffo Plummer), Lillian Bronson (Mrs. Kilmer), Tex Lambert (Jack Foster), Brad Weston (uomo), Pamela Raymond (ragazza), Tony Reagan (impiegato)